# Amanda Jones
Amanda Jones (Amanda Theodocia albo Theodosia Jones, ur. 1835, zm. 1914) – amerykańska pisarka, poetka, wynalazczyni, nauczycielka i bojowniczka o prawa kobiet. 

## Życiorys
Była córką Henry’ego Jonesa i Mary Almy Mott Jones. Miała dwanaścioro rodzeństwa. Po ukończeniu szkoły, w wieku piętnastu lat podjęła pracę jako nauczycielka. Jako innowatorka w dziedzinie techniki zajmowała się produkcją konserw żywnościowych i wykorzystaniem oleju jako paliwa. Jako kierowniczka fabryki Women’s Canning and Preserving Company zatrudniała wyłącznie kobiety. Jako poetka opublikowała kilka zbiorów wierszy, w tym Ulah, and Other Poems (1861), A Prairie Idyl, and Other Poems (1882), Rubáiyát of Solomon, and Other Poems (1905) i Poems, 1854-1906 (1906). Do jej najważniejszych dzieł należy poemat epicki Ulah: An Indian legend Versified.